# Kelly Robson
Kelly Robson (Edmonton, 17 de julio de 1967) es una escritora de ciencia ficción, fantasía y horror canadiense. Entre otros reconocimientos, en 2018, su obra A Human Stain (2017) fue galardonada con el premio Nébula que concede anualmente la Asociación de escritores de ciencia ficción y fantasía de Estados Unidos.

## Trayectoria
Robson creció en Hinton (Alberta), en las Montañas Rocosas de Canadá, y estudió en la Universidad de Alberta, donde se graduó con un título en inglés. De 2008 a 2012, escribió una columna sobre vinos y otro tipo de bebidas alcohólicas para la revista femenina canadiense Chatelaine. Desde 2013, vive con sus esposa, la también escritora de ciencia ficción A.M. Dellamonica en Toronto en 2013.
En 2015, las primeras historias de Kelly aparecieron en Clarkesworld, Tor.com y Asimov, y en las antologías New Canadian Noir, In the Shadow of the Towers y License Expired. En 2018, la editorial española Pulpture publicó la antología de terror Agua en los pulmones en la que se incluía el relato premiado de Robson A Human Stain (Una mancha humana), junto a otros de las autoras Lucy Taylor y Ruthanna Emrys.

## Reconocimientos
Robson ha recibido el reconocimiento de varios premios internacionales del género desde sus primeras publicaciones. En 2016, Waters of Versailles fue nominada al premio Nébula a la mejor novela, y recibió el premio Aurora a la mejor novela corta canadiense. Dos años más tarde, en 2018, ganó el premio Nébula al mejor relato por A Human Stain publicado en Tor.com. Y, en 2019, la aventura sobre viajes en el tiempo Gods, Monsters and the Lucky Peach consiguió el premio Aurora al mejor relato, y quedó finalista de los premios Hugo, Nebula, Theodore Sturgeon y Locus.

## Obra

### Novelas cortas
- 2015 – Waters of Versailles. Tor.com. ISBN 9781466888227.
- 2017 – A Human Stain. Tor.com. ISBN 9780765392794.
- 2017 – We Who Live in the Heart. Clarkesworld Magazine. Wyrm Publishing. ISBN 978-1-890464-85-1.
- 2018 – God, Monsters, and the Lucky Peach. Tor.com Publishing. ISBN 978-1250163851.
- 2018 – Intervention. Solaris. ISBN 978-1-78108-575-2.
- 2018 – A Study in Oils. Clarkesworld Magazine. ISBN 978-1-64236-005-9.

### Relatos
- 2015 – The Three Resurrections of Jessica Churchill. Clarkesworld.
- 2015 – Good for Grapes. Exile Editions.
- 2015 – Two-Year Man. Dell Magazines.
- 2015 – The Gladiator Lie. ChiZine Publications.
- 2016 – The Eye of the Swan. A Tremontaine Story. Tor.com.
- 2018 – What Gentle Women Dare. Uncanny Magazine.
- 2019 – Skin City. The Verge's Better Worlds.[12]